# Armando Riesco
Armando Riesco, född 5 december 1977 i Mayaguez, Puerto Rico, är en amerikansk skådespelare.
Riesco har bland annat medverkat i TV-serien The Chi. Han har även medverkat i filmerna National Treasure: Hemligheternas bok och World Trade Center.

## Filmografi (i urval)
- 2004 – National Treasure
- 2004 – Garden State
- 2006 – World Trade Center
- 2006 – 3 lbs (TV-serie)
- 2007 – National Treasure: Hemligheternas bok
- 2018–2022 – The Chi (TV-serie)